# Mali Vratnik
Mali Vratnik je tjesnac između otoka Olipe i poluotoka Pelješca. Ovaj prolaz, zajedno s Velikim Vratnikom, ima narodni naziv Boke false.